# Nootròpic
Els nootròpics o drogues intel·ligents (en anglès: nootropìcs o smart drugs) són aquelles substàncies que actuen sobre les capacitats cognitives de forma que pretesament en potencien la memòria i potencien la intel·ligència. S'administren en forma de suplements dietètics, nutracèutic i d'aliment funcional de forma que millorarien un o més aspectes de la funció mental, com la memòria de treball, lamotivació i l'atenció.
. La paraula nootròpic va ser encunyada l'any 1972 pel doctor romanès Corneliu E. Giurgea, derivades de les paraules del grec νους nous, o "ment", i τρέπειν trepein que significa "tornar".
A efectes pràctics, un nootròpic seria qualsevol substància que millorés la intel·ligència, la memòria i la capacitat d'aprenentatge. Tècnicament, els nootròpics actuen de tres maneres per aconseguir això:
1. Redueixen els danys físics o químics que el cervell pot rebre i alenteixen el deteriorament natural de les seves funcions.
2. Reparen els danys del cervell que ja han estat soferts.
3. Milloren les funcions del cervell en aportar-li més oxigen, augmentar el nombre de neurotransmissors i reduir la seva degradació, dilatar els vasos sanguinis cerebrals, etc.

La definició de droga segons la gran Enciclopèdia Catalana té més accepcions de les conegudes per tothom: «Droga. 1. Cadascun dels principis actius presents en vegetals (alcaloide, oli essencial, saponina, substància purgant) o animals (castori, mesc, cantaridina), els quals, convenientment preparats i conservats, són emprats en terapèutica i experimentació. 2. Cadascuna de les substàncies que alteren l'estat d'ànim, la percepció i el coneixement i que sovint produeixen dependència. 3. Qualsevol substància emprada com a ingredient en química, farmàcia o tintoreria.»

## Tipus de nootròpics
És molt difícil classificar els nootròpics segons la seva funció final, ja que aquesta depèn de l'estat anímic, psíquic i de salut. Per això s'acostumen a classificar segons el seu origen. Aquesta manera ens permet distingir primer de tot entre nutrients intel·ligents (substàncies nootròpiques purament naturals) i drogues intel·ligents (substàncies nootròpiques que s'obtenen només després d'algun tipus de síntesi química).
- Plantes i aliments tranquil·litzants: valeriana, llúpol, rosella, aliments amb alta concentració d'hidrats de carboni i sucre.

- Vitamines i minerals tranquil·litzants: Magnesi, vitamina B3.

- Aminoàcids tranquil·litzants: GABA (neurotransmissor inhibidor).

- Substàncies de síntesi: Benzodiacepines (Valium®), codeïna.

- Plantes i aliments estimulants: cafè, ginseng, regalèssia, aliments alts en proteïnes i baixos en hidrats de carboni i greixos, com carn de pollastre, clares d'ou i peix blanc.

- Vitamines i minerals estimulants: vitamina B12, subultiamina (derivada de la vitamina B1).

- Aminoàcids estimulants: àcid glutàmic, fenilanina, taurina.

- Substàncies de síntesi estimulants: amfetamines, deanol, efedrina.

- Nutrients i plantes potenciadors de les capacitats cognitives: nabiu, ginseng.

- Vitamines i minerals potenciadors de les capacitats cognitives: fosfolípids, vitamina E.

- Aminoàcids potenciadors de les capacitats cognitives: Acetil-L-carnitina, àcid alfalipoic.

- Potenciadors sintètics de les capacitats cognitives: deanol o dimetilaminoetanol, dihidroergotoxina, piracetam, vincamina, vasodilatadors cerebrals com la brovincamina.

## Història dels nootròpics
Les drogues intel·ligents són un fenomen de finals del segle xx.
Es té constància de la consumició d'opi en societats de l'Orient Mitjà com la sumèria en el tercer mil·lenni abans de Crist, i probablement també s'utilitzava a l'antic Egipte com a planta analgèsica i anestèsica. També el cafè i el te tenen orígens llunyans que es remunten a Àfrica i Àsia, amb la diferència que aquests no van arribar a Europa fins molt avançada la història. En el cas del te, ja al segle iii, un metge xinès recomanava beure'n per augmentar la concentració. Igualment, la història del tabac i la coca (que no pas la cocaïna) es remunta a les civilitzacions precolombines d'Amèrica Central.
Posteriorment, van néixer les drogues sintètiques responent inicialment a necessitats mèdiques. Per exemple, les amfetamines es van crear com a substitutes d'una substància anomenada efedrina que servia per dilatar els bronquis, facilitant la respiració a la gent amb asma. Durant la Segona Guerra Mundial i sobretot en la Guerra de Vietnam, les amfetamines es van utilitzar com a estimulants per mantenir els soldats més desperts, i a continuació les van fer servir tot tipus d'esportistes per millor les seves marques, igual que molts estudiants per aguantar les llargues nits de les temporades d'exàmens. Més tard es va descobrir els greus i variats efectes perjudicials que tenen, i finalment es van prohibir.
Es pot dir que les drogues intel·ligents sintètiques neixen alhora que es fa el descobriment de les vitamines, a principi de segle xx. En un ambient d'investigacions científiques contínues, als anys 40, Albert Hoffman creà el primer nootròpic sintètic, la dihidroergotoxinina, en el decurs de la seva investigació sobre els derivats de l'ergot que també va permetre descobrir l'LSD de manera accidental. Més endavant, el 1960, uns laboratoris belgues van crear el Piracetam, una substància que inicialment s'utilitzava per evitar marejos durant els viatges, però que també té qualitats com ara augmentar la capacitat d'aprenentatge i prevenir problemes cognitius.
Les vitamines, des del seu descobriment, han estat plenament relacionades amb les drogues intel·ligents, ja que igual que elles tenen la capacitat de suavitzar i reduir els efectes dels radicals lliures, que provoquen l'envelliment de les cèl·lules, també les del cervell. És per això que deficiències importants de vitamines poden arribar a provocar demència. El Premi Nobel Linus Pauling, reconegut per haver descrit els processos biològics implicats en l'envelliment cel·lular, va recomanar durant tota la seva carrera l'ús de suplements de vitamines, substàncies antioxidants i nootròpics. Pauling va insistir també en que, igual que les drogues intel·ligents, les vitamines són importants no només per prevenir sinó també per potenciar les nostres capacitats. Això va obrir un debat, ja que altres científics influents com Sthal pensaven que la potenciació cognitiva mitjançant suplements terapèutics era més un concepte que una realitat i que no hi havia cap fàrmac que no fos massa dèbil o d'eficàcia molt transitòria a l'hora de lluitar contra malalties com l'Alzheimer. Tal com ell deia, no hi ha cap teràpia amb fàrmacs que pugui anul·lar els mals causats per l'alzheimer, encara que sí que és possible alentir el procés degeneratiu. Pauling defensava que si un individu sa prenia suplements vitamínics o algun tipus de nootròpic, el seu nivell de vida i les seves capacitats augmentaven, volent dir que no s'han d'usar les drogues intel·ligents com a medicament sinó com a potenciador.
Durant la segona meitat de segle xx, la creació de nous nootròpics sintètics va créixer considerablement, igual que la seva popularització. El terme smart drug es va començar a utilitzar després de les publicacions de Smart Drugs and Nutrients i Drugs II. The Next Generation per part del Cognitive Enhancement Research Institute durant la dècada dels 90, en la qual la informació i els coneixements sobre els nootròpics es van començar a difondre i a debatre també en els mitjans de comunicació.
Avui en dia, la xarxa està plena de webs on comprar aquest tipus de productes més o menys legalment, ja que encara que alguns es venen en farmàcies i herbolaris (si són naturals) amb tota normalitat, d'altres estan prohibits per diverses legislacions.

## Beneficis i perjudicis dels nootròpics

### Beneficis
Els nootròpics eleven el nombre de neuroquímics al cervell (neurotransmissors, enzims i hormones), permeten que hi arribi més oxigen i estimulen el creixement dels nervis. Depenent del tipus de nootròpics que utilitzem obtindrem diferents resultats de millora:
- Millora de la memòria, de la concentració, de la percepció dels colors; augment de la vigilància i de l'impuls sexual; més facilitat per pensar, pel càlcul, per innovar, etc. En general milloren tots els processos de categoria alta del pensament. Aquestes millores són produïdes per nootròpics colinèrgics o per altres com la cafeïna, la cocaïna, la nicotina i les amfetamines.
- Millora de l'humor, del rellotge biològic, fan estar relaxat. Aquests efectes són donats pels nootròpics de tipus serotonèrgic.
- Millora de la intel·ligència i el funcionament mental en eliminar els efectes provocats per depressions:
  - desaparició de les sensacions de tristesa, culpabilitat, desesperació, ansietat, por, desemparament, etc.
  - desaparició de l'apatia (manca de curiositat, d'interès, de determinació...).
  - desaparició de l'insomni, fatiga, de la pèrdua mental d'energia, dels problemes per concentrar-se i/o per prendre decisions, etc.

Aquestes propietats les tenen diferents tipus d'herbes, vitamines i nutrients nootròpics.
- Millora de la capacitat d'aprenentatge, propietat que tenen algunes herbes i medicaments.
- Estimulació del creixement del nervi i protecció de les cèl·lules del cervell: efectes donats per nootròpics com la vitamina C.
- Alguns nootròpics tenen propietats medicinals i serveixen per alentir l'avanç de malalties com l'Alzheimer, el Parkinson i la hipòxia (falta d'oxigen al cervell). Aquestes propietats encara estan sent investigades en laboratoris.

Aquestes propietats les tenen nootròpics com la selegilina i el coenzim Q-10.
- Millora del reg sanguini i del metabolisme. Millora produïda per nootròpics com Acetil-L-carnitina (ALCAR).

### Perjudicis
Els nootròpics també tenen alguns desavantatges:
- Poden provocar efectes secundaris com ara:
  - Al·lucinacions (LSD en dosis de 20-30 µg).
  - Trastorns gàstrics (àcid nicotínic).
  - Augment o disminució de la pressió arterial (àcid nicotínic).
  - Sensació de picor a la pell (àcid nicotínic).
  - Nàusees (yoimbina)
  - Malestar (yoimbina)
  - Sentiment d'irritació
  - Acidosi (piracetam)
  - Obstaculització de la codificació de la memòria (cafeïna).

Els efectes secundaris poden no ser immediats i poden tardar uns quants dies a aparèixer.
- Pot arribar a ser extremadament dolent pel nostre cervell utilitzar nootròpics colinèrgics en elevades dosis, ja que això pot provocar un excés d'acetilcolina, que en quantitats elevades és perillosa pel nostre cervell.
- Si un individu s'acostuma a un nootròpic, al cap del temps, per arribar als mateixos efectes que al principi haurà de consumir una quantitat més elevada de nootròpics (provoquen tolerància).
- Alguns són il·legals i només es troben al mercat negre o només es poden obtenir a les farmàcies amb recepta mèdica.
- Algunes drogues amb efectes nootròpics poden canviar la percepció de la vida i la personalitat del consumidor al cap del temps.
- Alguns necessiten consumir-se en molta quantitat i/o durant un període més o menys llarg de temps perquè es comenci a notar l'efecte.
- Alguns nootròpics provoquen efecte rebot.
- Alguns provoquen alteracions en els hàbits de dormir o ocasionen pèrdua de son, cosa que va malament pel nostre organisme (tirosina).
- Alguns nootròpics estan contraindicats per consumidors de vitamines o medicaments (yoimbina).

## Classificació segons els mecanismes d'acció
Els fàrmacs nootròpics estan generalment disponibles per prescripció o per importació personal. Les altres substàncies nootròpiques enumerades a baix són suplements alimentosos o components de plantes fitoterapèutiqueas, i estan disponibles generalment en els magatzems d'aliments naturistes, herbolaris, centres dietètics i botigues de comestibles. El terme fàrmac aquí s'utilitza com a designació legal, i no indica major eficàcia. Els efectes, l'eficàcia, i la potència dels nootròpics difereixen d'una substància a una altra i entre diferents individus. Veure les descripcions de la substància a baix per a més detall.
Activadors cerebrals
El pensament és una tasca biològica exigent. Implica l'ús de neurones que requereixen gran quantitat de neurotransmissors, i tot i que aquests són reutilitzables fins a un cert punt, s'esgoten. L'esgotament dels neurotransmissors dona lloc generalment a un funcionament mental reduït, que pot incloure dificultats de concentració, raonament retardat, eficàcia per a aprendre disminuïda, deterioració en la memòria, coordinació reduïda, alteració de l'humor i fatiga mental. Això també augmenta generalment la probabilitat d'error humà en tasques i activitats. La tensió fa que els neurotransmissors s'esgotin més ràpidament. Els neurotransmissors del cervell necessiten ser renovats amb freqüència per l'organisme mitjançant els nutrients ingerits en la dieta. Mantenir els neuroquímics en nivells òptims té un efecte corresponent en el funcionament del cervell, com a millora de l'agilitat mental, fins i tot més enllà dels límits normals de l'individu.
Amb l'envelliment, disminueix la capacitat de produir i de mantenir nivells òptims de neurotransmissors.
Els nootròpics descrits a continuació tenen diferents i múltiples maneres d'actuació i el seu mecanisme d'acció encara no estan ben definits en la majoria dels casos. En general s'engloben dins de la categoria d'activadors cerebrals, reactivadors neurocerebrals o activadors dels neurotransmissors, que milloren o modulen el metabolisme cerebral o estimulen la síntesi de determinats neurotransmissors relacionats amb l'acompliment de la funció cognitiva.
Colinèrgics
Els colinèrgics són substàncies que afecten el neurotransmissor acetilcolina o els components del sistema nerviós que utilitzen la mateixa. L'acetilcolina està àmpliament distribuïda en el sistema nerviós central, on té una varietat d'efectes neuromoduladors implicats en neuroplasticitat, excitació, i recompensa. El mal del sistema colinèrgic (producció d'acetilcolina) s'ha associat amb la deterioració de la memòria de la malaltia d'Alzheimer.12
L'acetilcolina facilita la formació de la memòria, la concentració, l'atenció, i els processos mentals superiors (pensament, càlcul, innovació, creativitat, etc.). L'augment de la disponibilitat d'aquest neurotransmissor en el cervell pot millorar aquestes funcions i augmentar la durada a la qual poden ser requerides sense retard o detenció. Un excés en el cervell d'acetilcolina pot tenir l'efecte oposat, reduint més aviat, en lloc de millorar, el funcionament mental temporalment. Els nootròpics colinèrgics inclouen precursors i cofactors (components essencials de la molècula acetilcolina), inhibidors de l'enzim acetilcolinesterasa (colinesterasa predominant en el cervell), inhibidors de la recaptació i potenciadors, i agonistes.
Precursors
Pujol: precursor de l'acetilcolina i fosfatidilcolina.
Compostos de pujol: bitartrat, citrat i clorur de pujol, la biodisponibilitat del qual varia segons aquest.
Lecitina i els seus components, fosfatidilcolina i fosfatidilserina.
DMAE (Dimetiletanolamina) - tractament aprovat per al ADD/*ADHD; precursor de l'acetilcolina; agent colinèrgic; afavoreix l'eliminació de lipofuscina del cervell; antidepressiu.
Alfa-GPC (L-alfa glicerilfosforilcolina o alfoscerato de pujol): compost de pujol que es troba de manera natural en el cervell. És també un precursor parasimpaticomimético i, per tant, colinèrgic. Pot ser un tractament potencial de la malaltia d'Alzheimer i la demència. Creua fàcilment la barrera hematoencefálica.
Centrofenoxina (també conegut com meclofenoxato): agent colinèrgic; fàrmac utilitzat per a tractar els símptomes de la demència senil i la malaltia d'Alzheimer.
Cofactors o intermediaris
Acetil-L-carnitina (ALCAR): cofactor de l'acetilcolina, que dona la porció de l'acetil a la molècula de l'acetilcolina.13 En rosegadors ha mostrat efectes colinèrgics en el nucli estriat i hipocamp.14 A més transporta els àcids grassos a través de les membranes cel·lulars i el citosol, cap als mitocondris de les cèl·lules, on els greixos experimenten l'oxidació per a produir ATP, la molècula universal de l'energia. És sinèrgic amb l'àcid lipoic.
Vitamina B5 (àcid pantotènic): cofactor en la conversió de pujol a acetilcolina; a més augmenta la resistència i l'energia.
CDP-Pujol (citicolina; citidina 5'-difosfocolina): intermediari en la síntesi de fosfatidilcolina a partir del pujol; nootróopico psicoestimulante i neuroprotector; manté la reserva energètica neuronal i inhibeix l'apoptosi; pot ser beneficiosa per a frenar la deterioració de la memòria conseqüent a l'empobriment de les condicions ambientals; pot millorar la concentració i els processos cognitius; possiblement útil en el tractament del trastorn per dèficit d'atenció; efecte similar a l'alfa-GPC.
Inhibidors de l'acetilcolinesterasa
Galantamina: alcaloide amb efecte inhibidor selectiu, competitiu i reversible de la acetilcolinesterasa (AchE) i activitat colinèrgica; indicada per a malaltia d'Alzheimer i deterioració cognitiva lleu-moderat.
Rivastigmina: fàrmac parasimpatomimético aprovat per al tractament de la demència tipus Alzheimer i demència associada a la malaltia de Parkinson.
Donepezilo: fàrmac inhibidor específic i reversible de acetilcolinesterasa. Aprovat per al tractament de la malaltia d'Alzheimer.
Tacrina: actua centralment com anticolinesterasa i agonista colinèrgic indirecte (parasimpatomimético). Aprovada per al tractament de la malaltia d'Alzheimer.
Ipidacrina.
Huperzina A: alcaloide inhibidor de l'acetilcolinesterasa, present en la molsa xinesa Huperzia serrata.
Rosmarinus officinalis
Sàlvia officinalis
Celastrus paniculatus
Lycoris radiata: els seus alcaloides mostren propietats inhibidores de l'acetilcolinesterasa.15
Cànnabis: alguns estudis suggereixen que té propietats inhibitòries de la AChE pel que s'ha proposat com a tractament de la malaltia d'Alzheimer;16 posseeix efecte ansiolític i sedant, i és un possible neuroprotector i inductor de la neurogènesi;17 potencialment neurotòxic per un dels seus components, el THC.18
Fisostigmina: alcaloide colinèrgic inhibidor reversible de la AChE que es va proposar inicialment com a tractament de l'Alzheimer, ja que en aquesta malaltia hi ha un dèficit colinèrgic del sistema nerviós central; no obstant això, la fisostigmina no mostra beneficis convincents i els efectes adversos són freqüents, per la qual cosa s'ha descartat com a tractament vàlid.19
Inhibidors de la recaptació i potenciadors
Coluracetam
Piracetam
Oxiracetam
Pramiracetam
Sulbutiamina
Ginsenósidos: el ginsenósido Rb1 facilita l'alliberament of acetilcolina en el SNC, en estudis in vivo, la qual cosa pot estar relacionat amb la seva capacitat per a prevenir dèficit de memòria.20 L'administració crònica de ginsenósido Rb1 provoca un augment del nombre de llocs de captació de pujol en l'hipocamp, i en menor mesura en l'escorça.21
Agonistas
Arecolina
Oxotremorina
Isproniclina
Nicotina
AR-R17779
GTS-21
PHA-543,613
SSR-180,711
WAY-317,538
Citisina, N-fenil-*citisina-12-*carbamida
Betanecol: agonista colinèrgic que estimula els receptors muscarínicos; no creua la barrera hemato-encefàlica; no mostra utilitat per a tractar la demència en pacients amb Alzheimer, però sí possibles millores en l'humor i la conducta.22
Racetamos
Els racetamos (o racetams en anglès) són composts estructuralment similars, derivats del 2-Pirrolidona, sovint comercialitzats com a potenciadors cognitius i venuts sense prescripció facultativa. Els racetamos sovint són relacionats amb la classe dels nootrópicos, però les seves propietats farmacològiques no han estat ben establertes.23 El seu mecanisme d'acció és pobrament comprès. No obstant això, es proposa que el piracetam i aniracetam actuen com a moduladors al·lostèrics positius del receptor AMPA i semblen modular el sistema colinèrgic.24
Piracetam. Fàrmac amb prescripció (a Europa). El primer i més comunament medicament pres pels seus efectes nootrópicos.2526 És un agent colinèrgic, sinèrgic amb DMAE, centrofenoxina, pujol, i hidergina. Incrementa els nivells d'energia i el metabolisme de les cèl·lules del cervell, i accelera el flux d'informació interhemisfèrica (comunicació entre hemisferis dret-esquerre del cervell).27 Augmenta vigilància,28 millora la concentració, i realça la memòria. Protegeix les neurones contra la hipoxia25 i estimula el creixement dels receptors de l'acetilcolina. El Piracetam disminueix marcadament la formació de lipofuscina neuronal.29 Millora la postura en la gent gran.30 No es regula als EUA
Etiracetam. Augmenta la vigilància.28
Nefiracetam (fàrmac). Anàleg del piracetam, i facilita la neurotransmissió hipocampal.31
Oxiracetam (fàrmac). Anàleg del piracetam, i 2 a 4 vegades més forta. Millora memòria, concentració, i vigilància.
Pramiracetam (fàrmac). Quinze vegades més forta que el piracetam, del qual és un anàleg.
Coluracetam. Pot també tenir ús potencial en la prevenció i el tractament de lesions retinianas i del nervi òptic.
Fenilpiracetam En estudis amb animals mostra activitat anti-amnèsica, antidepressiva, anticonvulsiva, antipsicòtica, ansiolítica, i realça la memòria.
Uns altres racetamos: Brivaracetam; Dimiracetam; Etiracetam; Fasoracetam; Imuracetam; Levetiracetam; Nebracetam; Nicoracetam; Rolipram; Rolziracetam; Seletracetam.
PRECAUCIÓ: nivells excessius d'acetilcolina cerebral derivat de l'ús de colinèrgics pot ser potencialment nociu.
Glutamatérgicos
Receptor NMDA
Són aquells que actuen en el sistema del glutamat modulant els receptors del glutamat NMDA. Els receptors NMDA a més de ser molt abundants en el sistema nerviós, estan implicats en nombroses funcions, algunes d'elles tan importants per al bon funcionament del cervell com l'aprenentatge, memòria i neuroplasticidad, mentre que en altres ocasions estan implicats en mecanismes de mort neuronal o en malalties com l'epilèpsia.32
Memantina, fàrmac utilitzat per a tractar la malaltia d'Alzheimer que actua sobre el sistema glutamatérgico mitjançant el bloqueig dels receptors NMDA de glutamat.
Milacemida (profàrmac). Millora l'atenció selectiva, vigilància, la memòria. Influeix en el receptor NMDA associat a la memòria a llarg termini.
Receptor AMPA
Les ampakinas són una classe de nous compostos nootrópicos, encara en fase de recerca, que actuen en el sistema del glutamat modulant els receptors del glutamat AMPA, que igual que els racetamos milloren la capacitat d'atenció i alerta, i faciliten les funcions cognitives. Estan indicats per a la malaltia d'Alzheimer, la malaltia de Parkinson, l'esquizofrènia, la depressió resistent al tractament (TRD) o trastorns neurològics com el dèficit d'atenció i hiperactivitat (TDAH).
Aniracetam (fàrmac). Anàleg del piracetam, i 4 a 8 vegades més potent. Igual que el piracetam, l'aniracetam protegeix la memòria dels compostos químics que la deterioren, com ara el dietilditiocarbamato i la clonidina.33 També com el piracetam, l'aniracetam pot realçar la memòria en ancianos34 augmentant els nivells dels monoaminos biogènics del cervell, que són beneficiosos per a la memòria i l'aprenentatge. Tots dos (Aniracetam i piracetam) tenen ús terapèutic a tractar la síndrome alcohòlica fetal.35
Sunifiram
Unifiram
CX-516
CX-546
CX-717
Org 26576
S-18986
IDRA-21
AMPc
El adenosín monofosfato cíclic (AMPc) és un segon missatger l'increment del qual mitjançant agents nootrópicos millora uns certs aspectes de la memòria i l'aprenentatge. En aquests s'inclouen inhibidors de l'enzim PDE4 (fosfodiesterasa tipus 4), que prevenen el catabolisme del AMPc, i forskolina, un estimulant de la adenilato ciclasa.
Propentofilina. Inhibidor no selectiu de la fosfodiesterasa i blocador de l'adenosina. Potenciador cognitiu que s'ha proposat com a agent en el tractament de la demència.36
Rolipram. Inhibidor de la PDE4, que mostra millores cognitiva en l'aprenentatge i memòria;37 en concret millora en l'alerta, memòria a llarg termini, i propietats neuroprotectoras.
Mesembrina. Inhibidor de la PDE4 amb activitat serotonérgica.
Forskolina. Un estimulant de la adenilato ciclasa.
Vasodilatadors perifèrics i agents vasoactivos
S'inclouen en aquesta categoria substancies que incrementen la circulació general i perifèrica (microcirculació cerebral).
Ginkgo biloba (planta). Un dels vasodilatadors perifèrics més utilitzats en clínica i per la població. Incrementa la circulació sanguínia general i perifèrica. Conté a més flavonoides amb efecte antioxidant. Els seus efectes nootrópicos per al tractament de l'Alzheimer, el Parkinson i la demència senil actualment s'han posat en dubte sobre la base d'algunes publicacions científiques.
Vincamina - alcaloide amb efecte farmacològic nootrópico que s'extreu de l'arbust Vinca minor. És un oxigenador cerebral, facilita la circulació a nivell cerebral i és antihipertensiu. La vinpocetina és l'anàleg sintètic de la vincamina, amb activitat farmacològica similar que reforça la microcirculació cerebral, millorant l'aportació d'oxigen i glucosa a les cèl·lules del cervell.
Naftidrofuril: és un fàrmac utilitzat en el tractament dels trastorns perifèrics i cerebrovasculars.
Nicergolina - derivat comercial del fong cornezuelo, usat per a tractar la demència senil i altres trastorns amb orígens vasculars. També s'ha usa per a augmentar la vigilància i agilitat mental, així com per a realçar la claredat i l'anàlisi.28 Disminueix la resistència vascular i augmenta el flux sanguini arterial en el cervell, millora la utilització d'oxigen i glucosa per les cèl·lules cerebrals.
Niacinato de xantinol. Fàrmac resultant de la combinació de la niacina amb el xantinol, tots dos vasodilatadors; augmenten el flux sanguini al cervell.
Nimodipina. Antagonista del Calci. Indicada per a tractar el mal neurològic i trastorns cerebrovasculars com a dèficit isquèmic, atac isquèmic agut i hemorràgies cerebrals. També s'usa per al tractament dels símptomes de la demència senil, síndrome cerebral orgànica i hipertensió.
Altres agents
Substàncies, suplements i fàrmacs que milloren el metabolisme general del cervell, incrementant l'aportació d'oxigen i glucosa, o sent intermediaris del metabolisme.
Piritinol -fàrmac. Facilita l'aportació d'oxigen i glucosa al cervell, permetent que aquesta passi més fàcilment a través de la barrera hemato-encefàlica. Millora la funció general del cervell. És també un antioxidant de gran abast que neteja els radicals oxhidrilos creats en els mateixos processos.
Crom - estabilitza els nivells de glucèmia en sang promovent la concentració.
Coenzim Q-10 (ubiquinona) –Incrementa l'oxigen transportat cap als mitocondris de les cèl·lules. Retarda la demència causada per l'edat.
Creatina – Incrementa els nivells d'energia del cervell a través de la producció d'ATP.
Inositol.
Neuroregeneración i neuroprotección
Neuroregeneración
Bacopa monnieri (Brahmi) - herba. Augmenta la síntesi de proteïnes del cervell, intervé en la reparació neural, i en estimular el funcionament de les neurones incrementa la capacitat de memorització i aprenentatge.
Cerebrolisina: un agent peptídic neuroprotector i neurotrófico. El seu ús per a tractar la malaltia d'Alzheimer està aprovat en alguns països. És un factor natural de creixement regenerador del teixit nerviós de l'hipocamp. Millora la memòria, concentració i estat anímic.(Iznak i col., 2010).
Hericium erinaceus (cabellera de lleó): estimula la mielinització en assajos in vivo.38 i estimula el factor de creixement nerviós en experiments in vitro amb cèl·lules astrocitoma en humans.39 També pot incrementar la funció cognitiva.40
Ibedenona - Estimularia el creixement neuronal; té els mateixos efectes que el coenzim Q-10 sense els seus efectes secundaris nocius. Millora l'aprenentatge i la memòria en experiments amb ratolins; en humans els experiments mostren resultats inconsistents.
Mesilato ergoloide - fàrmac. Mímic del factor neurotrófico. És un antioxidant de gran abast capaç d'impedir l'apoptosi cerebral en casos d'aturada cardíaca.28 Estimula els receptors dopaminérgicos i serotoninérgicos bloquejant els adrenorreceptores alfa i modifica la neurotransmissió cerebral, millorant el metabolisme i reduint el temps de circulació cerebral. S'utilitza gairebé exclusivament per a tractar pacients amb demència o amb deterioració cognitiva associada a l'envelliment.41
Noopept.
Pregnenolona (hormona nueroesteroidea). Els neuroesteroides afecten el funcionament sináptico, són neuroprotectors, i milloren la mielinazación. La pregnenolona i la seva ester de sulfat estan sent investigats pel seu potencial per a millorar el funcionament cognitiu i la memòria. Precursor de la dehidroepiandrosterona (DHEA).
SAM-e (S-Adenosil metionina): crucial per a la regeneració celular42 (implicat en la metilació de l'ADN; també està implicat en la biosíntesi de dopamina i serotonina.43
Neuroprotección i neuroregulación
Acetilcisteïna (L-cisteïna): precursor de l'antioxidant glutatión44
Acetil-L-*carnitina. Inhibeix la formació de lipofuscina.45 S'ha suggerit la seva utilitat en la malaltia d'Alzheimer, depressió i falta de memòria senil.46474849
Àcid lipoico. Mostra activitat antioxidant pel que pot alentir l'envelliment. S'ha suggerit que pot millorar o prevenir l'aparició de la deterioro cognitiu relacionada amb l'edat, com la demència senil i l'Alzheimer, encara que recents recerques no avalen tal utilitat.50 Intervé juntament amb les vitamines del grup B en el metabolisme.
Cannabidiol i tetrahidrocannabinol: el cannabidiol (no psicoactiu) i el tetrahidrocannabinol (psicotròpic) tenen propietats antioxidants.51
Calastrus panicaltus (herba). L'oli de les seves llavors, que conté àcids grassos i alcaloides, s'usa en la medicina aiurvèdica i unani com a tònic nerviós; té acció sedant i antidepressiva i incrementa la memòria; aquesta acció s'associa a les seves propietats neuroprotectoras,52 antioxidantes53 i la seva activitat colinèrgica.54
Glutatió
Sesamol.
Semax. Neuropèptid neuroregulador, neuromodulador i neuroprotector.
Rasagilina (fàrmac). La rasagilina s'usa sola o en combinació amb un altre medicament per a tractar els símptomes de la malaltia de Parkinson. És un inhibidor tipus B de la monoamino oxidasa (MAO). Mostra propietats neuro-protectores, antiapoptópicas i protegeixen dels radicals lliures (antioxidant).
Selegilina. Utilitzat en la malaltia de Parkinson, la depressió i la demència senil. Protegeix i retarda l'envelliment de les cèl·lules del cervell. Juntament amb el piracetam i el meclofenoxato, la selegilina disminueix la concentració dels pigments lipofuscina i ceroide en el cervell millorant l'activitat de reciclatge i renovació cel·lular. Per tant, pot retardar l'aparició de malalties neurodegeneratives.
Inositol - Estabilitzador de membrana. Consolida les neurones, fent-les menys susceptibles al mal.
Piritinol (fàrmac). Antioxidant de gran abast que neteja els radicals oxidrilos. També eleva l'oxigen i la